# Tournoi de tennis de Jiujiang
Le tournoi de tennis de Jiujiang est un tournoi de tennis féminin du circuit professionnel WTA qui se joue sur dur en extérieur.
Il est créé en 2024 pour rejoindre les tournois classés en WTA 250. Il remplace dans le calendrier le tournoi de Nanchang qui accueillait précédemment le Jiangxi Open, également dans la province du Jiangxi.
La première édition est remportée par la Suissesse Viktorija Golubic qui domine en finale la Slovaque Rebecca Šramková.

## Palmarès

### Simple
| No | Date       | Nom et lieu du tournoi | Catégorie | Dotation  | Surface    | Vainqueure        | Finaliste        | Score    |         |
| -- | ---------- | ---------------------- | --------- | --------- | ---------- | ----------------- | ---------------- | -------- | ------- |
| 1  | 28-10-2024 | Jiangxi Open, Jiujiang | WTA 250   | 267 082 $ | Dur (ext.) | Viktorija Golubic | Rebecca Šramková | 6-3, 7-5 | Tableau |

### Double
| No | Date       | Nom et lieu du tournoi | Catégorie | Dotation  | Surface    | Vainqueures               | Finalistes                    | Score     |         |
| -- | ---------- | ---------------------- | --------- | --------- | ---------- | ------------------------- | ----------------------------- | --------- | ------- |
| 1  | 28-10-2024 | Jiangxi Open Jiujiang  | WTA 250   | 267 082 $ | Dur (ext.) | Guo Hanyu Moyuka Uchijima | Katarzyna Piter Fanny Stollár | 7-65, 7-5 | Tableau |